# خوسيه أمادور دي لوس ريوس
خوسيه أمادور دي لوس ريوس José Amador de los Ríos (1233 - 1295 هـ / 1818 - 1878 م) هو مؤرخ وعالم آثار إسباني.
أهم آثاره كتاب : «التاريخ النقدي للأدب الإسباني» Historia Critica de la literature espanola (مدريد سنة 1861 – سنة 1865).